# Gindou
Gindou település Franciaországban, Lot megyében. Lakosainak száma 357 fő (2022. január 1.). Gindou Salviac, Les Arques, Cazals, Dégagnac, Lavercantière, Montcléra, Montgesty, Rampoux és Thédirac községekkel határos.

## Népesség
A település népességének változása:
| Lakosok száma | 333  | 282  | 269  | 315  | 310  | 313  | 321  | 336  | 343  | 357  |
|               | 1968 | 1982 | 1990 | 2006 | 2013 | 2015 | 2017 | 2019 | 2020 | 2022 |